# Baliros
Baliros é uma comuna francesa na região administrativa da Nova Aquitânia, no departamento dos Pirenéus Atlânticos. Estende-se por uma área de 3,65 km². Em 2010 a comuna tinha 491 habitantes (densidade: 134,5 hab./km²).